# 头花婆婆纳
头花婆婆纳（学名：Veronica capitata）为車前草科婆婆纳属下的一个种。

## 扩展阅读
維基物種上的相關：头花婆婆纳